# Nekrolog 1550
Nekrolog
◄◄
| ◄
| 1546
| 1547
| 1548
| 1549
| 1550 | 1551 | 1552 | 1553 | 1554 | ► | ►►
Weitere Ereignisse | Allgemeiner Nekrolog 1550
Die Beschreibung der verstorbenen Person sollte so kurz wie möglich gehalten sein und nur deren signifikante Tätigkeit(en) enthalten.
Neue Namen ggf. auch unter dem Geburts- und Sterbedatum, also etwa unter 1. Januar und im Geburts- und Sterbejahr (2024) eintragen (nur bei entsprechender großer Wichtigkeit). Für Beispiele siehe die schon vorhandenen Artikel.
Außerdem über die fünf zuletzt Verstorbenen, zu denen es einen ausreichend guten Artikel für eine Präsentation auf der Hauptseite gibt, nach der todesbedingten Überarbeitung der Artikel ggf. auch unter Wikipedia Diskussion:Hauptseite informieren und sie am besten auch in den anderen Wikipedia-Sprachversionen eintragen. Tipp: Regelmäßig bei news.google.de nach „ist tot“, „gestorben“ oder „verstorben“ suchen.
Wenn eine Person gestorben ist, gibt es viele Seiten zu dieser Person in der Wikipedia, die davon auch betroffen sind und entsprechend aktualisiert werden müssen. Beispiele: Namenübersichtsseite, Geburtsjahr, Geburtsort-Seiten und viele mehr.
Wie finde ich die betroffenen Seiten?
Im Suchfeld auf der linken Seite gibt man den Suchbegriff so ein: „Vorname Nachname“. Dann klickt man auf Volltext und alle Seiten mit entsprechendem Suchtext werden aufgerufen. Hier sieht man dann schnell, wo auch das Todesjahr Sinn macht oder sogar ein Teil des Artikels angepasst werden muss. Auch hilft das „Werkzeug“ auf der linken Seite sehr gut, um solche Seiten aufzufinden: „Links auf diese Seite“. Somit ist die Wikipedia wieder aktuell in allen Bereichen! Hinweis: bei Eintragung der Kategorie „Gestorben JAHR“ wird der Missbrauchsfilter 49 ausgelöst, was jedoch nicht schlimm ist. Siehe: Spezial:Missbrauchsfilter/49
Dies ist eine Liste von im Jahr 1550 verstorbenen bekannten Persönlichkeiten. Die Einträge erfolgen innerhalb der einzelnen Daten alphabetisch sortiert. Tiere sind im Nekrolog für Tiere zu finden.

## Januar
| Tag        | Name                           | Beruf, bekannt als                                      | Alter | Beleg |
| ---------- | ------------------------------ | ------------------------------------------------------- | ----- | ----- |
| 12. Januar | Andrea Alciato                 | italienischer Humanist                                  | 57    |       |
| 15. Januar | Philipp Schenk zu Schweinsberg | Fürstabt von Fulda                                      |       |       |
| 19. Januar | Johann Lersner                 | deutscher Rechtswissenschaftler und Richter             |       |       |
| 28. Januar | Magnus III.                    | Herzog zu Mecklenburg (-Schwerin), Bischof von Schwerin | 40    |       |
| 31. Januar | Niccolò Ridolfi                | italienischer Kardinal der Römischen Kirche             | 48    |       |

## Februar
| Tag         | Name                          | Beruf, bekannt als                             | Alter | Beleg |
| ----------- | ----------------------------- | ---------------------------------------------- | ----- | ----- |
| 2. Februar  | Francis Bryan                 | englischer Diplomat und Cousin von Anne Boleyn |       |       |
| 13. Februar | Eleonora Gonzaga della Rovere | Herzogin von Urbino                            | 56    |       |
| 17. Februar | Marcantonio Flaminio          | italienischer Humanist                         |       |       |
| 20. Februar | Thomas Burgh, 1. Baron Burgh  | englischer Adliger und Politiker der Tudorzeit |       |       |
| 21. Februar | Francesco III. Gonzaga        | Herzog von Mantua                              | 16    |       |
| 21. Februar | Gerhard Schultemann           | Abt                                            |       |       |
| 23. Februar | Alban Thorer                  | Schweizer Humanist                             |       |       |

## März
| Tag      | Name               | Beruf, bekannt als                             | Alter | Beleg |
| -------- | ------------------ | ---------------------------------------------- | ----- | ----- |
| 7. März  | Wilhelm IV.        | Herzog von Bayern (1508–1550)                  | 56    |       |
| 8. März  | Johannes von Gott  | Stifter des Ordens der Barmherzigen Brüder     | 55    |       |
| 17. März | Leonhard von Eck   | deutscher Politiker                            |       |       |
| 18. März | Johannes Petreius  | deutscher Drucker                              |       |       |
| 22. März | Stephan Wild       | deutscher Mediziner                            |       |       |
| 31. März | Barbara von Rottal | außereheliche Tochter von Kaiser Maximilian I. |       |       |

## April
| Tag       | Name                             | Beruf, bekannt als                     | Alter | Beleg |
| --------- | -------------------------------- | -------------------------------------- | ----- | ----- |
| 9. April  | Alqas Mirza                      | safawidischer Prinz und Aufständischer | 34    |       |
| 12. April | Claude de Lorraine, duc de Guise | Erster Herzog von Guise                | 53    |       |
| 13. April | Johann von Malentein             | Bischof von Seckau                     |       |       |

## Mai
| Tag     | Name                                             | Beruf, bekannt als                                         | Alter | Beleg |
| ------- | ------------------------------------------------ | ---------------------------------------------------------- | ----- | ----- |
| 2. Mai  | Georg von Carlowitz                              | politischer Ratgeber                                       |       |       |
| 17. Mai | Johann Albrecht von Brandenburg-Ansbach-Kulmbach | Erzbischof von Magdeburg und Administrator von Halberstadt | 50    |       |
| 18. Mai | Jean de Lorraine                                 | Kardinal von Lothringen                                    | 52    |       |
| 20. Mai | Ashikaga Yoshiharu                               | japanischer Shogun                                         | 39    |       |

## Juni
| Tag      | Name                | Beruf, bekannt als                             | Alter | Beleg |
| -------- | ------------------- | ---------------------------------------------- | ----- | ----- |
| 13. Juni | Veronica Gambara    | italienische Dichterin                         | 64    |       |
| 13. Juni | Johann Spangenberg  | evangelischer Theologe und Reformator          | 66    |       |
| 14. Juni | Frans van der Dilft | Botschafter Spaniens im Vereinigten Königreich |       |       |

## Juli
| Tag      | Name                | Beruf, bekannt als             | Alter | Beleg |
| -------- | ------------------- | ------------------------------ | ----- | ----- |
| 21. Juli | Konrad von Riden    | Ratsherr der Hansestadt Lübeck |       |       |
| 31. Juli | Francesco Sfondrati | italienischer Kardinal         | 56    |       |

## August
| Tag        | Name                          | Beruf, bekannt als                            | Alter | Beleg |
| ---------- | ----------------------------- | --------------------------------------------- | ----- | ----- |
| 3. August  | Nicolaus Kratzer              | deutscher Humanist, Mathematiker und Astronom |       |       |
| 4. August  | Pedro Machuca                 | spanischer Maler und Architekt                |       |       |
| 28. August | Nicolas Perrenot de Granvelle | habsburgischer Jurist und Staatsmann          |       |       |

## September
| Tag           | Name                 | Beruf, bekannt als                                   | Alter | Beleg |
| ------------- | -------------------- | ---------------------------------------------------- | ----- | ----- |
| 7. September  | Niccolò Tribolo      | florentiner Bildhauer, Architekt und Gartengestalter |       |       |
| 8. September  | Hans Vischer         | deutscher Bildhauer und Erzgießer                    |       |       |
| 23. September | Innocenzo Cibo       | italienischer Kardinal                               | 59    |       |
| 25. September | Georg von Blumenthal | Bischof der Bistümer Lebus und Ratzeburg             |       |       |

## Oktober
| Tag         | Name               | Beruf, bekannt als                                               | Alter | Beleg |
| ----------- | ------------------ | ---------------------------------------------------------------- | ----- | ----- |
| 11. Oktober | Georg Pencz        | Künstler des Manierismus                                         |       |       |
| 23. Oktober | Tiedemann Giese    | deutscher Geistlicher, Fürstbischof von Ermland                  | 70    |       |
| 26. Oktober | Ferdinand          | Kronprinz von Neapel und Vizekönig von Valencia                  | 61    |       |
| 26. Oktober | Samuel Maciejowski | polnischer Bischof, Großkronkanzler und Humanist der Renaissance |       |       |

## November
| Tag          | Name                   | Beruf, bekannt als                             | Alter | Beleg |
| ------------ | ---------------------- | ---------------------------------------------- | ----- | ----- |
| 6. November  | Ulrich                 | Herzog von Württemberg                         | 63    |       |
| 7. November  | Cosmas Alder           | Schweizer Komponist der Renaissance            |       |       |
| 7. November  | Jón Arason             | letzter katholischer Bischof Islands           |       |       |
| 12. November | Endres II. Hirschvogel | Nürnberger Kaufmann                            |       |       |
| 22. November | Hans Sebald Beham      | deutscher Maler, Kupferstecher und Zeichner    |       |       |
| 24. November | Simon Lemnius          | Schweizer Humanist und neulateinischer Dichter |       |       |

## Dezember
| Tag          | Name                    | Beruf, bekannt als                                                           | Alter | Beleg |
| ------------ | ----------------------- | ---------------------------------------------------------------------------- | ----- | ----- |
| 3. Dezember  | Tilemann Günterode      | hessischer Kanzler                                                           | 38    |       |
| 5. Dezember  | Lorenz Fries            | Würzburger fürstbischöflicher Rat, Geschichtsschreiber                       | 61    |       |
| 6. Dezember  | Pieter Coecke van Aelst | flämischer Maler                                                             | 48    |       |
| 9. Dezember  | Tecuichpoch             | aztekische Prinzessin, Tochter Moctezuma II., Gattin zweier Aztekenherrscher |       |       |
| 20. Dezember | Matthias Greitter       | Kantor und Komponist                                                         |       |       |
| Dezember     | Johannes Caesarius      | deutscher Humanist                                                           |       |       |

## Datum unbekannt
| Tag | Name                       | Beruf, bekannt als | Alter | Beleg |
| --- | -------------------------- | --- | ----- | ----- |
|     | Michael Blum               | deutscher Drucker |       |       |
|     | Diana di Cordona           | Kurtisane und Mätresse |       |       |
|     | Mathias Denscherz          | Benediktiner und Abt der Abtei Niederaltaich                                                                                            |       |       |
|     | Eguinaire Baron            | französischer Jurist |       |       |
|     | Ixtlilxochitl II.          | Herrscher der mesoamerikanischen Stadt Texcoco                                                                                          |       |       |
|     | Vesconte Maggiolo          | genuesischer Kartograph |       |       |
|     | John Major                 | schottischer Theologe, Philosoph und Autor                                                                                              |       |       |
|     | Paullu Inca                | peruanischer Prinz |       |       |
|     | Pir Sultan Abdal           | türkisch-alevitischer Dichter |       |       |
|     | Georg von Polenz           | Bischof von Samland, Jurist und erster evangelischer Bischof                                                                            |       |       |
|     | Gérard Roussel             | französischer Humanist, religiöser Reformer und Bischof                                                                                 |       |       |
|     | Jakob Stratner             | evangelischer Theologe und Reformator                                                                                                   |       |       |
|     | Tabinshwehti               | birmanischer König |       |       |
|     | Johann III. von Trazegnies | niederländischer General und Rat, kaiserlicher Kämmerer von Karl V., Generalkapitän des Hennegaus, Ritter des Ordens vom Goldenen Vlies |       |       |
|     | Gian Giorgio Trissino      | italienischer Dichter und Sprachforscher                                                                                                |       |       |